# خيدا
خيدا رمزها «KH» (بالإنجليزية: Kheda) ، هو تقسيم إداري لدولة الهند تتبع ولاية غوجارات (بالإنجليزية: Gujarat) ، مركزها هو مدينة خيدا (بالإنجليزية: Kheda) عدد سكانها حسب تعداد سنة 2001 هو 2,023,354 ، مساحتها 4,215 كم² وكثافة السكان 480 لكل كم² .